# Armen Sarkisjan
Armen Sarkisjan (orm. Արմեն Սարգսյան; ur. 23 czerwca 1953 w Erywaniu) – ormiański polityk i dyplomata, premier Armenii w latach 1996–1997, prezydent Armenii w latach 2018–2022.

## Życiorys
Ukończył studia na Wydziale Matematyki i Fizyki uniwersytetu w Erywaniu, na którym wykładał następnie fizykę. Pracował również jako profesor wizytujący na University of Cambridge.
Od 4 listopada 1996 do 20 marca 1997 pełnił funkcję premiera Armenii. Trzykrotnie sprawował urząd ambasadora Armenii w Wielkiej Brytanii (1992–1993, 1998–2000 i 2013–2018). Był także ambasadorem przy Radzie Europy i Unii Europejskiej (1993–1994), w Belgii, Luksemburgu i Watykanie (1995–1996).
2 marca 2018 został wybrany przez parlament na stanowisko prezydenta Armenii. 9 kwietnia 2018 objął urząd głowy państwa podczas uroczystej ceremonii w Erywaniu.
23 stycznia 2022 zrezygnował z urzędu. Jego decyzja weszła w życie z dniem 1 lutego 2022.

## Odznaczenia
- Order za Zasługi dla Ojczyzny I klasy (2017)[5]
- Krzyż Wielki Order Świętego Grzegorza Wielkiego (Watykan, 1997)[6]
- Krzyż Wielki Udekorowany Wielką Wstęgą Orderu Zasługi Republiki Włoskiej (Włochy, 2018)[7]
- Złoty Łańcuch Orderu Piusa IX (Watykan, 2021)[8]